# Thierry Oleksiak
Thierry Oleksiak (Saint-Étienne, 11 settembre 1961) è un allenatore di calcio ed ex calciatore francese, di ruolo difensore o centrocampista.
È il figlio dell'ex calciatore Jean Oleksiak.

## Palmarès

### Giocatore

#### Competizioni nazionali
- Campionato francese: 1

Saint-Étienne: 1980-1981
- Campionato francese di seconda divisione: 1

Saint-Étienne: 1985-1986 (girone A)